# Copa CAF 1994
La Copa CAF 1994 es la 3ª edición de este torneo de fútbol a nivel de clubes de África organizado por la CAF y que contó con la participación de 34 equipos de las asociaciones miembros de la Confederación, 3 menos que en la edición anterior.
El Bendel Insurance de Nigeria venció en la final al 1º de Maio de Angola para ser el primer equipo de Nigeria en ganar el torneo. El Stella Club d'Adjamé de Costa de Marfil, campeón de la edición anterior, no clasificó al torneo.

## Ronda Preliminar
| Equipo 1    | Agr. | Equipo 2       | Ida | Vuelta |
| ----------- | ---- | -------------- | --- | ------ |
| Boavista FC | 4–5  | Diamond Stars  | 3–1 | 1–4    |
| Linare FC   | 0–3  | CS Saint-Denis | 0–1 | 0–2    |

## Primera Ronda
| Equipo 1            | Agr.         | Equipo 2              | Ida | Vuelta |
| ------------------- | ------------ | --------------------- | --- | ------ |
| AS Bantous          | 2–1          | Mukura Victory Sports | 0–0 | 2–1    |
| Coffee Marketing FC | 2–5          | Al-Mourada SC         | 2–1 | 0–4    |
| CS Saint-Denis      | w/o1         | Roan United           | —   | —      |
| Diamond Stars       | 1–1 (4:3 p.) | CI Kamsar             | 1–0 | 0–1    |
| Elect-Sport FC      | w/o1         | Olympic FC            | —   | —      |
| Gaborone United     | 1–2          | Ferroviário de Maputo | 1–0 | 0–2    |
| ASC Garde Nationale | 2–4          | JS Kairouan           | 1–1 | 1–3    |
| Gomido FC           | 0–3          | Unisport FC           | 0–0 | 0–3    |
| Mogas 90 FC         | w/o2         | Fulani FC             | —   | —      |
| Moneni Pirates      | w/o2         | CAPS United           | —   | —      |
| Nakivubo Villa      | w/o2         | AFC Leopards          | —   | —      |
| As Nianan           | 3–1          | Delta FC              | 1–1 | 2–0    |
| RC Bobo             | 3–4          | US Chaouia            | 2–1 | 1–3    |
| SCAF Tocages        | 2–6          | Bendel Insurance      | 1–2 | 1–4    |
| Young Africans      | 1–2          | Moroka Swallows       | 1–0 | 0–2    |
| Young Ones          | w/o1         | 1º de Maio            | —   | —      |

1- Elect Sport y Young Ones abandonaron el torneo antes de jugar el partido de ida.

2- Los equipos de Benín, Uganda y Zimbabue fueron descalificados debido a que sus federaciones tienen deudas pendientes con la CAF; mientras que el Roan United fue descalificado porque la Federación de Fútbol de Zambia no inscribió al club a tiempo para el torneo.

## Segunda Ronda
| Equipo 1        | Agr.         | Equipo 2              | Ida | Vuelta |
| --------------- | ------------ | --------------------- | --- | ------ |
| AFC Leopards    | 3–0          | Moneni Pirates        | 2–0 | 1–0    |
| CS Saint-Denis  | 3–2          | Ferroviário de Maputo | 1–0 | 2–2    |
| Diamond Stars   | 1–43         | Unisport FC           | 1–2 | 0–2    |
| Fulani FC       | w/o1         | Bendel Insurance      | —   | —      |
| JS Kairouan     | 4–4 (6:5 p.) | As Nianan             | 3–1 | 1–3    |
| Moroka Swallows | 1–2          | Al-Mourada SC         | 0–0 | 1–2    |
| 1º de Maio      | 7–5          | AS Bantous            | 5–1 | 2–4    |
| US Chaouia      | w/o2         | Olympic FC            | 6–0 | —      |

1- El Fulani abandonó el torneo antes de jugar el partido de ida.

2- El Olympic Niamey abandonó el torneo antes de jugar el partido de vuelta.

3- El Unisport fue descalificado por alinear a un jugador inelegible en el partido de vuelta.

## Cuartos de final
| Equipo 1         | Agr.         | Equipo 2      | Ida | Vuelta |
| ---------------- | ------------ | ------------- | --- | ------ |
| AFC Leopards     | 2–2 (v.)     | 1º de Maio    | 2–1 | 0–1    |
| Al-Mourada SC    | w/o1         | Diamond Stars | —   | —      |
| Bendel Insurance | 1–1 (4:2 p.) | US Chaouia    | 1–0 | 0–1    |
| CS Saint-Denis   | 5–4          | JS Kairouan   | 5–3 | 0–1    |

1- El Diamond Stars abandonó el torneo antes de jugar el partido de ida.

## Semifinales
| Equipo 1       | Agr. | Equipo 2         | Ida | Vuelta |
| -------------- | ---- | ---------------- | --- | ------ |
| Al-Mourada SC  | 3–5  | 1º de Maio       | 0–0 | 3–5    |
| CS Saint-Denis | 2–4  | Bendel Insurance | 1–0 | 1–4    |

## Final
| Equipo 1   | Agr. | Equipo 2         | Ida | Vuelta |
| ---------- | ---- | ---------------- | --- | ------ |
| 1º de Maio | 1–3  | Bendel Insurance | 1–0 | 0–3    |

## Campeón
| Copa CAF 1994                      |
| ---------------------------------- |
| Bandera de Nigeria                 |
| Campeón Bendel Insurance 1º título |